# Оцінка медичних технологій
Оцінка медичних технологій (ОМТ) або оцінка технологій охорони здоров'я — це систематична оцінка властивостей та ефектів медичних технологій, що стосується прямих та передбачуваних наслідків цієї технології, а також її непрямих та непередбачених наслідків, ОМТ спрямована головним чином на інформоване прийняття рішень щодо використання медичних технологій.
Водночас, відповідно до Закону України «Основи законодавства України про охорону здоров'я» оцінка медичних технологій — експертиза медичних технологій щодо клінічної ефективності, економічної доцільності, організаційних проблем та проблем безпеки для громадян у зв'язку з їх застосуванням"
Також існують є інші визначення, наприклад, "метод синтезу доказів, який враховує докази щодо клінічної ефективності, безпеки, економічної ефективності і, коли широко застосовується, включає соціальні, етичні та юридичні аспекти використання медичних технологій. Використання цих аспектів залежить від цілей проведення кожної ОМТ.
Основною сферою використанням ОМТ є інформування страховиків та інших платників в національних системах охорони здоров'я (наприклад, органів державної влади) з питань, що стосуються рішень про закупівлю та/або відшкодування витрат (реімбурсацію) щодо медичних технологій (зокрема, лікарських засобів). В цьому випадку ОМТ повинна включати оцінку економічної доцільності та оцінку співвідношення ризик/користь.
Незважаючи на свої політичні цілі, ОМТ завжди має бути зроблена на основі досліджень та використовуючі наукові методи ".

## Призначення
Оцінка технологій охорони здоров'я покликана забезпечити зві'язок між науковими дослідженнями та прийняттям управлінських та політичних рішень. ОМТ є активно розвиваючоюся галуззю на міжнародному рівні і спостерігається її постійне зростання, стимульоване необхідністю підтримувати управлінські, клінічні та політичні рішення. ОМТ також вдосконалюється через розвиток методів у соціальних та прикладних науках, включаючи клінічну епідеміологію та економіку охорони здоров'я . Рішення в галузі охорони здоров'я стають все більш важливими, оскільки альтернативні витрати від прийняття неправильних рішень продовжують зростати. Зараз ОМТ також використовується для оцінки таких інноваційних медичних технологій, як телемедицина, наприклад, за допомогою Моделі оцінки телемедицини (MAST).
Сфери застосування та методи ОМТ можуть бути адаптовані до потреб певної системи охорони здоров'я, але кожна країна має свої пріоритети, ресурси та унікальні процеси прийняття рішень. Системи охорони здоров'я країн повинні розуміти, які додаткові переваги може отримати населення щодо ефективності і безпеки медичних технологій, тобто доданої цінності лікування, забезпечуючи при цьому ефективний, рівний, справедливий доступ пацієнтів до лікування.
Any intervention that may be used to promote health, to prevent, diagnose or treat disease or for rehabilitation or long-term care. This includes the pharmaceuticals, devices, procedures and organizational systems used in health care.

## Історія
Зростання ОМТ на міжнародному рівні можна побачити через розширення членства в Міжнародній мережі агентств з оцінки медичних технологій (INAHTA), це некомерційна парасолькова організація, створена у 1993 році.  Організації та особи, які беруть участь у проведення ОМТ, також є членами таких товариств, як міжнародні товариства HTAi та Міжнародне товариство з фармакоекономіки та досліджень результатів (ISPOR).

## Оцінка медичних технологій в різних країнах

### Об'єднане Королівство
Національний інститут досліджень охорони здоров'я Великої Британії проводить кілька дослідницьких програм, які можна розглядати як такі, що потрапляють у сферу ОМТ. Особливої уваги заслуговує програма оцінки медичних технологій NIHR Health Technology Assessment, яка триває найдовше і включає як звичайну ОМТ у формі синтезу доказів, так і моделювання, а також створення доказів з великим портфелем прагматичних РКД та когортних досліджень[джерело?].
Також у Великій Британії Multidisciplinary Assessment of Technology Centre (MATCH) проводить ОМТ у співпраці зі Національною службою здоров'я (NHS) та різними партнерами із індустрії.

### Канада
Канада також має орган з оцінки технологій охорони здоров'я, який називається Канадське агентство з наркотиків та технологій у галузі охорони здоров'я (CADTH)

### Україна
У жовтні 2017 року Законом України № 2168-VIII «Про державні фінансові гарантії медичного обслуговування населення» внесено зміни до Закону України «Основи законодавства України про охорону здоров'я» і введено термін «оцінка медичних технологій» та визначено, що державна оцінка медичних технологій проводиться у порядку визначеному Кабінетом Міністрів України. 
Першою практичним застосування ОМТ в сфері формування державної політики була розробка та затвердження Національного переліку основних лікарських засобів, затвердженого постановою Кабінету Міністрів України від 13 грудня 2017 року № 1081. 
Порядок проведення державної оцінки медичних технологій, затверджено постановою Кабінету Міністрів України від 23 грудня 2020 року № 1300. Порядком встановлено, що уповноваженим органом за проведення державної оцінки медичних технологій ж Державний експертний центр МОЗ України, а також окреслено сфери застосування ОМТ та роль у визначені лікарських засобів, що закуповуються за кошти державного та місцевого бюджетів.
Національний фармацевтичний університет здійснює підготовку магістрів за освітньо-професійною програмою "оцінка технологій охорони здоров'я".